# Kizil-Kobacultuur
De Kizil-Kobacultuur (Russisch: Кизил-кобинская культура) is een archeologische cultuur uit de late bronstijd en vroege ijzertijd (9e - 3e eeuw v.Chr.) op de Krim.
De naam werd door archeologen Gleb Bontsj-Osmolovski, Nikolaj Ernst en lokale geschedskundige S. I. Zabnin in 1921-1924 afgeleid van de lokatie van de sites nabij de uitlopers van de de Kizil-Koba-grotten (Russisch: Krasnye pesjtsjery, Krimtataars: Qızıl Qoba)
Op het grondgebied van de Krim werden verschillende archeologische culturen uit de bronstijd geïdentificeerd, zoals de Jamna, Kemi-Oba, Catacomben, Babino en Sroebnacultuur. Geen van deze was beperkt tot de Krim; elk had een groot verspreidingsgebied, waar de Krim slechts een deel van was. De Kizil-Kobacultuur daarentegen was een specifieke Krimcultuur, met een groot aantal sites op het schiereiland. De cultuur werd door archeologen geïdentificeerd met de Tauriërs.  

## Beschrijving
De cultuur had een zeer archaïsch karakter. Tot aan de verspreiding van de ijzerbewerking werden hier nog steeds stenen bijlen en vuurstenen werktuigen van een neolithisch type gebruikt. Steen werd tot het einde van de bronstijd gebruikt en alleen de opkomst van ijzer verdrong het uiteindelijk. Bij opgravingen werden slechts zelden bronzen voorwerpen gevonden. De cultuurlagen van nederzettingen, de inventaris van woningen en nutskuilen zijn gevuld met duizenden scherven van handgevormd aardewerk. Afgaande op schriftelijke bronnen van de Griekse kolonies op de Krim kenmerkte het Kizil-Koba-volk zich door isolatie en onwil om handels- en andere contacten met hun buren aan te gaan. Vanaf de 3e eeuw v.Chr. bestonden er geen Kizil-Koba-nederzettingen meer, maar de Tauriërs worden in geschriften uit de eerste eeuw na Christus nog steeds genoemd.

## Verspreiding
Het Kizil-Kobagebied bestreek het grondgebied van de hoofdkam en alle uitlopers van het Krimgebergte, van Sebastopol tot Feodosija, evenals de zuidkust van het schiereiland. Aan het begin van de 6e-5e eeuw v.Chr. verschenen sporen van de Kizil-Kobacultuur aan de Zee van Azov-kust van het schiereiland Kertsj.

## Datering
De cultuur is chronologisch verdeeld in drie perioden: 9e tot midden 7e eeuw v.Chr., midden 7e tot 5e eeuw v.Chr., 4e tot 3e eeuw v.Chr. Volgens sommige archeologen zouden de Taurische en Kizil-Kobaculturen moeten worden beschouwd als twee nauwe, maar afzonderlijke culturen die tot verschillende volkeren behoren. Gebaseerd op de gelijkenis van sommige sites die qua materiële cultuur dicht bij de Kobancultuur van de Noordelijke Kaukasus liggen, is gesuggereerd dat deze een Kaukasische oorsprong hebben.
Als resultaat van de Scythische expansie naar de Krim in de 7e-6e eeuw v.Chr. werden de Tauriërs gedwongen de steppe van de Krim te verlaten en het grondgebied van hun nederzetting werd verkleind. Vanaf die tijd stond de Taurische cultuur onder invloed van de Scythische cultuur, en de Tauriërs verloren geleidelijk hun specifieke culturele kenmerken. In de 3e eeuw v.Chr. hield de Kizil-Kobacultuur op te bestaan, maar de Tauri bleven onder de latere Scythen leven tot ze in de 2e en 3e eeuw AD volledig geassimileerd werden door de Scythen.